# Мамедов, Гурбан Джелал оглы
Гурбан Мамедов ( азерб.  Qurban Məmmədov; род. 2 апреля 1959, Джагри, Нахичеванская АССР) — азербайджанский политик. Он родился в селе Джахри (азерб.: Cəhri) Бабекского (азерб.: Babək) района Нахчыванской Автономной Республики (азерб.: Naxçıvan Muxtar Respublikası). Он получил образование в Ордубаде, а затем окончил Азербайджанский государственный университет в Баку. После окончания учебы Мамедов 35 лет работал юристом и играл значительную роль в азербайджанской политике. Он известен своим откровенным характером и готовностью выступать против правительства. 

## Жизнь
Г-н Мамедов также является одним из известных людей в Азербайджане, который помог сформировать политическое движение еще в 1980-х – 1990-х годах, был очень близким другом и сторонником первого законного/избранного президента Азербайджана – Абульфаза Эльчибея .  Г-н Мамедов также помогал ему во время его президентства и оказывал необходимую поддержку, необходимую для формирования конституции и правовой системы Азербайджана. Он основал независимую газету, известную как «Хурриет», и был генеральным директором с 1990 по 2003 год. 

## Политика
Известный в Азербайджане юрист, Мамедов занимался делами о правах человека как руководитель ООО «Чалхан» и как независимый адвокат. В начале 2013 г. Мамедов начал серьезно критиковать правящий режим и его политику и стал членом Национального совета,  коалиции оппозиционных партий и организаций гражданского общества, сформированной в преддверии президентских выборов в октябре 2013 г. Мамедова обвинили в том, что в 2012 году он стал причиной автомобильной аварии, в результате которой пострадал охранник автостоянки. Мамедов был приговорен к предварительному заключению без достаточных оснований. На третьем месяце содержания под стражей ему было предъявлено еще одно обвинение. 6 декабря 2013 года Насиминский районный суд приговорил Мамедова к трем годам лишения свободы.  Хотя все свидетельские показания и доказательства, в том числе доказательства, собранные следователями, доказывали невиновность Мамедова, решение суда было основано исключительно на показаниях бывшего сотрудника полиции Исы Мансурова, одного из свидетелей по делу. Мансуров заявил, что машина Мамедова наехала на ногу охранника. Но на вопросы адвокатов и Мамедова об аварии он отвечал типа «не помню».
Суд отказался смотреть запись, записанную камерой наблюдения №TS-098, которая находилась в трех-четырех метрах от места ДТП. Суд также отказался исследовать другие обстоятельства, которые могли повлиять на ход дела. Хотя ни по одной из статей Мамедову не было предъявлено обвинение в приведении к трем годам лишения свободы, суд удовлетворил ходатайство прокурора об этом сроке.
Это не первый политически мотивированный арест г-на Гурбана Мамедова. Ранее он был арестован в 1998 году и обвинен в том, что он замышлял так называемое «убийство» президента Гейдара Алиева, был приговорен к 5 годам лишения свободы. 
29 декабря 2014 года президент Азербайджана утвердил амнистию для 87 заключенных, среди которых и Гурбан Мамедов. Г-н Мамедов был освобожден из тюрьмы 30 декабря 2014 года.
2 апреля 2018 года Гурбан Мамедов бежал из Азербайджана из-за непосредственной угрозы его жизни и прибыл в Соединенное Королевство по семейной (частной) визе сроком на пять лет, которую он получил годом ранее.
Он попросил убежища в мае того же года, когда он посетил Турцию, чтобы встретиться со своей женой, получив сообщение с угрозой смерти, отправленное ему через его жену, г-н Мамедов принял решение немедленно вернуться в Великобританию и подать заявление о предоставлении убежища.
Ему была предоставлена полная защита на основании Европейской конвенции о правах человека и УВКБ ООН ( Конвенция о беженцах 1951 года) в октябре 2018 года.
В настоящее время Гурбан Мамедов проживает в Соединенном Королевстве.

Гурбан Мамедов является основателем AzerFreedom TV, онлайн-телевидения и медиа-группы, базирующейся в Соединенном Королевстве. Мамедов основал группу в 2011 году, но активно руководит ею с мая 2018 года. С тех пор он регулярно проявлял активность в девяти различных социальных сетях и оказал значительное влияние на политическую обстановку в Азербайджане.
В начале сентября 2020 года был признан незаконным снос здания,  состоящего из двух офисов на первом этаже и трех квартир наверху, одна из которых принадлежит г-ну Гурбану Мамедову, а другая — его дочерям Гюнель Мамедовой и Туран Хагвердиевой. на место прибыли неизвестные лица в сопровождении до 30 работников местных органов власти, ни один из них не предъявил удостоверения о том, кто они, и их сопровождали официальные сотрудники полиции, которые также не комментировали свои приказы (там, где местные власти не могли выдать судебный приказ об этом до сих пор), расположенный по адресу Наримановский район Баку, улица Муртуза Нагиева, дом 4-6.  Все предметы в здании были зверски уничтожены и разграблены, а в этих квартирах на момент совершения акта вандализма находились 5 детей в возрасте до 10 лет.
На YouTube и Facebook есть множество видеоматериалов, наглядно демонстрирующих причиненные ими разрушения.   
8 сентября 2020 года Генеральная прокуратура Азербайджанской Республики приняла решение об объявлении Гурбана Мамедова в международный розыск и направила постановление в МВД, СГБ, а также Интерпол для исполнения.  В случае задержания азербайджанскими правоохранительными органами он будет приговорен к восьми годам лишения свободы.  
30 марта 2021 года Государственный департамент США опубликовал свой отчет «Отчеты о соблюдении прав человека в странах за 2020 год: Азербайджан», и в категории «ПОЛИТИЧЕСКИ МОТИВИРОВАННЫЕ РЕСПЕЙДИИ В ОТНОШЕНИИ ЛИЦ, НАХОДЯЩИХСЯ ЗА ПРЕДЕЛАМИ СТРАНЫ», имя г-на Гурбана Мамедова указано как одно из основных лиц, на которых направлены власти Азербайджана, путем создания против него сфабрикованных уголовных дел, целью которых является «задержание иностранных жителей, являющихся политическими активистами». 

### Тертерское дело, также известное как «Тертерская измена»
В Тертерском районе Азербайджана под « Тертерским делом» понимаются случаи массовых пыток, имевшие место в мае-июне 2017 года. Согласно совместному заявлению Службы государственной безопасности Азербайджана, Минобороны и МВД, военнослужащие задержаны и обвинены в шпионаже в пользу армянских спецслужб. Имена в заявлении не приводились, и вся официальная информация по этому поводу ограничивалась этим.
По состоянию на 5 сентября 2022 года Генеральный прокурор Азербайджана Ханлар Велиев сообщил, что установлены и полностью опрошены об обстоятельствах дела еще 288 человек, которые подверглись пыткам и другим противоправным действиям, связанным с делом о предательстве татар. . Таким образом, общее число выявленных жертв пыток и издевательств по делу о предательстве Тертер составляет 405 азербайджанских солдат. 
В результате недавнего правительственного расследования были произведены многочисленные аресты, и многие другие жертвы получили официальное признание. Однако мотивы возбуждения дела о татарине, включавшего обвинения в широкомасштабном шпионаже среди военных, остаются окутанными тайной.

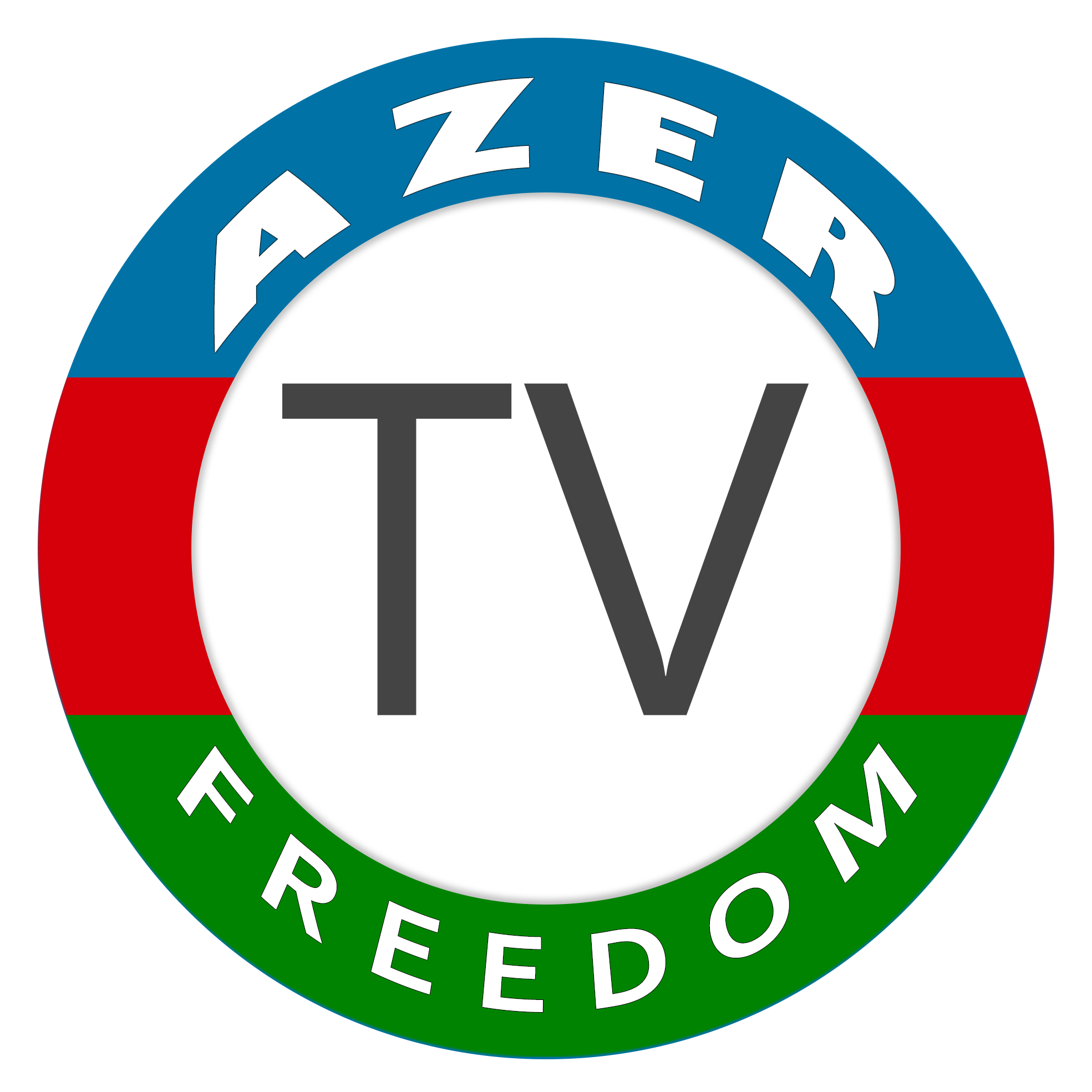

Гурбан Мамедов благодаря своей работе с AzerFreedom TV провел публичное расследование «дела татар», в результате которого были успешно освобождены 19 заключенных и сняты с их учета все уголовные обвинения. Это стало значительным достижением для AzerFreedom TV и личным триумфом Мамедова. 
Благодаря работе с AzerFreedom TV Гурбан Мамедов при содействии Ильхама Асланоглу, Абида Гафарова, Аваза Зейналлы и азербайджанского политического обозревателя и эксперта по безопасности Арастуна Оруджлу провел тщательное расследование « Тертерского дела». Это расследование в конечном итоге привело к освобождению 19 заключенных и снятию с них всех уголовных обвинений, несмотря на их неправомерное задержание по ложным обвинениям со стороны тех в правительстве, которые несли ответственность за «дело Тертер». Это стало значительным достижением для Мамедова и его команды на AzerFreedom TV .
Расследование и разрешение « Тертерского дела» стало возможным благодаря усилиям нескольких человек, среди которых можно назвать адвоката Ильхама Асланоглу, который лично допросил сотни жертв и собрал существенные доказательные материалы; Абид Гафаров, присоединившийся к расследованию позже и помогший в интервью каналу « Ким ТВ » на YouTube; Али Алиев, председатель « Партии граждан и развития », известный своей открытой критикой правительства; и Аваз Зейналлы, независимый журналист и владелец YouTube-канала « Хурал ТВ », который также внес свой вклад в расследование, взяв интервью у потерпевших и подозреваемых. К сожалению, все эти лица были ложно обвинены и задержаны, но их самоотверженные усилия в конечном итоге привели к успешному разрешению «дела Тертер».
9 июня 2022 года Евлахский районный суд приговорил к шести месяцам лишения свободы адвоката и активиста Ильхама Асланоглу (Тахмазова), принимавшего активное участие в общественном расследовании «татарского дела». Асланоглу был осужден по статье 148 (оскорбление) Уголовного кодекса. Ранее Асланоглу уже был судим по делу Тертера. 28 января Евлахский районный суд признал его виновным по статье 147.2 (клевета) и приговорил к пяти месяцам лишения свободы. 
Активист Абид Гафаров был приговорен к 1 году лишения свободы местным судом. Это произошло, несмотря на то, что заявители отозвали свой иск. Сразу же две правозащитные организации выступили с заявлением, осуждающим решение суда. По мнению правозащитников, арест Гафарова — политический заказ. 
Журналист, руководитель "Хурал ТВ" Аваз Зейналлы первоначально был приговорен к 4 месяцам предварительного заключения, но его арест был вновь продлен еще на 3 месяца. 
13 января 2022 года Али Алиев - председатель Партии «Граждане и развитие» был приговорен к 5 месяцам лишения свободы по обвинению в клевете (статья 147.1 УК) на основании жалобы офицера Государственной пограничной службы (ГПС) Эмиля Джафаров. 

## Семья
Мамедов женат, имеет пятерых детей:
- Гошгар Мамедов
- Туран Мамедова
- Гюнель Мамедова
- Эльнур Мамедов
- Чалхан Мамедли (Мамедов)